# Mangarévien
Le mangarévien ou mangareva (autonyme : reo magareva) est une langue polynésienne parlée dans l'archipel des Gambier, en Polynésie française.

## Le mangarévien dans l'ensemble de la Polynésie française
Le mangarévien fait partie de l'ensemble linguistique Reo mā’ohi, qui désigne de façon non scientifique l'ensemble des langues de Polynésie française. Outre le mangarévien, cet ensemble inclut les langues suivantes : 
- le tahitien (ou reo tahiti), la langue de l'archipel des îles de la Société ;
- le paumotu (ou reko pa’umotu), la langue de l'archipel des Tuamotu qui comprend sept variantes dialectales ;
- le marquisien qui se subdivise en deux : le ’eo enana dans le nord-ouest des îles Marquises et le ’eo enata dans le sud-est des Marquises ;
- les différentes langues des Australes (reo rapa, rurutu, tubuai, rimatara, raivavae).

Le mangarévien est une proche parente des langues polynésiennes de Polynésie orientale, dont notamment le maori des Îles Cook, le maori de Nouvelle-Zélande, le rapa nui (langue de l'île de Pâques), et le hawaïen.

## Écriture
| Voyelles  | a | e | i | o | u |   |   |   |   |
| Consonnes | g | k | m | n | p | r | t | v | ’ |

Le macron, appelé nunumi, est utilisé pour indiquer les voyelles longues : ā, ē, ī, ō, ū ; et l’apostrophe, appelée tōkara, représente la consonne occlusive glottale.